# Grantig
Grantig est un groupe allemand de heavy metal, originaire de Munich, actif entre 2004 et 2011.

## Histoire
Le groupe est formé en 2004. Après les premiers concerts à et autour de Munich, le premier CD démo est enregistré fin 2005. D'autres concerts suivent, notamment en première partie de Schweisser, ainsi que le deuxième CD démo, grâce auquel le groupe réussit finalement à signer un contrat de distribution avec Drakkar Entertainment en août 2007. Dans les mois qui suivent, le premier album So muss es sein,, est écrit, enregistré et publié le 1er février 2008. Le deuxième album Medizin,, suit le 1er mai 2009. En janvier 2010, le groupe annonce que Jonathan Schmid avait été remplacé par son frère Vinzenz Schmid au poste de chanteur. Quelques mois plus tard, Alex Negret et Jonas Windwehr quittent le groupe. Ils sont remplacés par Florian Albrecht et Oliver Diller. Le 31 mai 2011, le groupe annonce sa dissolution.

## Style musical
Musicalement, Grantig s'inspire de groupes du sud des États-Unis, comme Pantera, Down ou Corrosion of Conformity, et produit un mélange de thrash metal et de punk hardcore avec des influences de rock sudiste. Les textes sont en allemand.

## Discographie
- 2008 : So muss es sein (Drakkar Entertainment)
- 2009 : Medizin (Drakkar Entertainment)